# Maro Rif
Maro Rif, ook wel in het Hawaïaans Nalukākala ("Golven die over het rif breken") of Ko‘anako‘a genoemd, maakt deel uit van het Papahānaumokuākea Marine National Monument in de keten van Hawaïaanse eilanden in de noordelijke Stille Oceaan, 1370 km ten noordwesten van Honolulu.
Het is een voor het grootste deel onderwater liggend koraal atol. Het is ontdekt in 1820 door kapitein Joseph Allen van het schip de Maro (een walvisvaarder).
Het rif heeft een oppervlakte van 1935 km2, en is het grootste koraalrif in de noordwestelijke Hawaïaanse eilanden.
Er komen 37 soorten steenkoraal voor.
Een klein deel (4000 m2) van het rif steekt boven water uit, maar loopt bij hoog water onder. 
In tegenstelling tot de meeste atollen strekt het koraal zich uit vanuit het centrum als de spaken van een wiel. Sommige wetenschappers denken dat het rif op het punt staat te verdrinken en het zeer kwetsbaar is voor golven tijdens stormen. 